# Островка (Кировоградская область)
Островка (укр. Острівка) — село в Анновской сельской общине Новоукраинского района Кировоградской области Украины.
Население по переписи 2001 года составляло 58 человек. Почтовый индекс — 27167. Телефонный код — 5251. Код КОАТУУ — 3524087203.